# Beijing X3
Beijing X3 (Senova X35, BAIC X35) — компактный кроссовер выпускаемый с 2016 года BAIC Motor.

## История
Модель дебютировала в 2016 году на Пекинском автосалоне, в том же году поступила на рынок Китая по ценам от 70 000 до 90 000 юаней.
В 2016—2020 годах продавалась под суббрендом как Senova X35, с 2020 года, с обновлением бренда Beijing, модель была переименована в Beijing X3.
Оснащается 1,5-литровым бензиновым двигателем A151 мощностью 116 л. с. с 5-ступенчатой «механикой» или 4-ступенчатым «автоматом». Позже стал доступен 1,5-литровый турбомотор A151R2 мощностью 150 л. с. в паре с 6-ступенчатым «автоматом», в 2019 году сменённым с «вариатором».
В апреле 2019 года на Шанхайском автосалоне было представлено второе поколение, которое, по сути, является масштабным фейслифтингом.
На внешних рынках модель продаётся в Аргентине (BAIC X35), в Мексике (Senova X35).
С апреля 2023 года крупноузловая сборка ведётся в России на заводе «Автотор», как BAIC X35 , стоимость от 1 689 900 до 2 139 900 рублей.
| Год  | Объём продаж |
| ---- | ------------ |
| 2016 | 74 182       |
| 2017 | 44 264       |
| 2018 | 26 127       |
| 2019 | 24 010       |
| 2020 | 25 712       |
| 2021 | 16 647       |

## Галерея

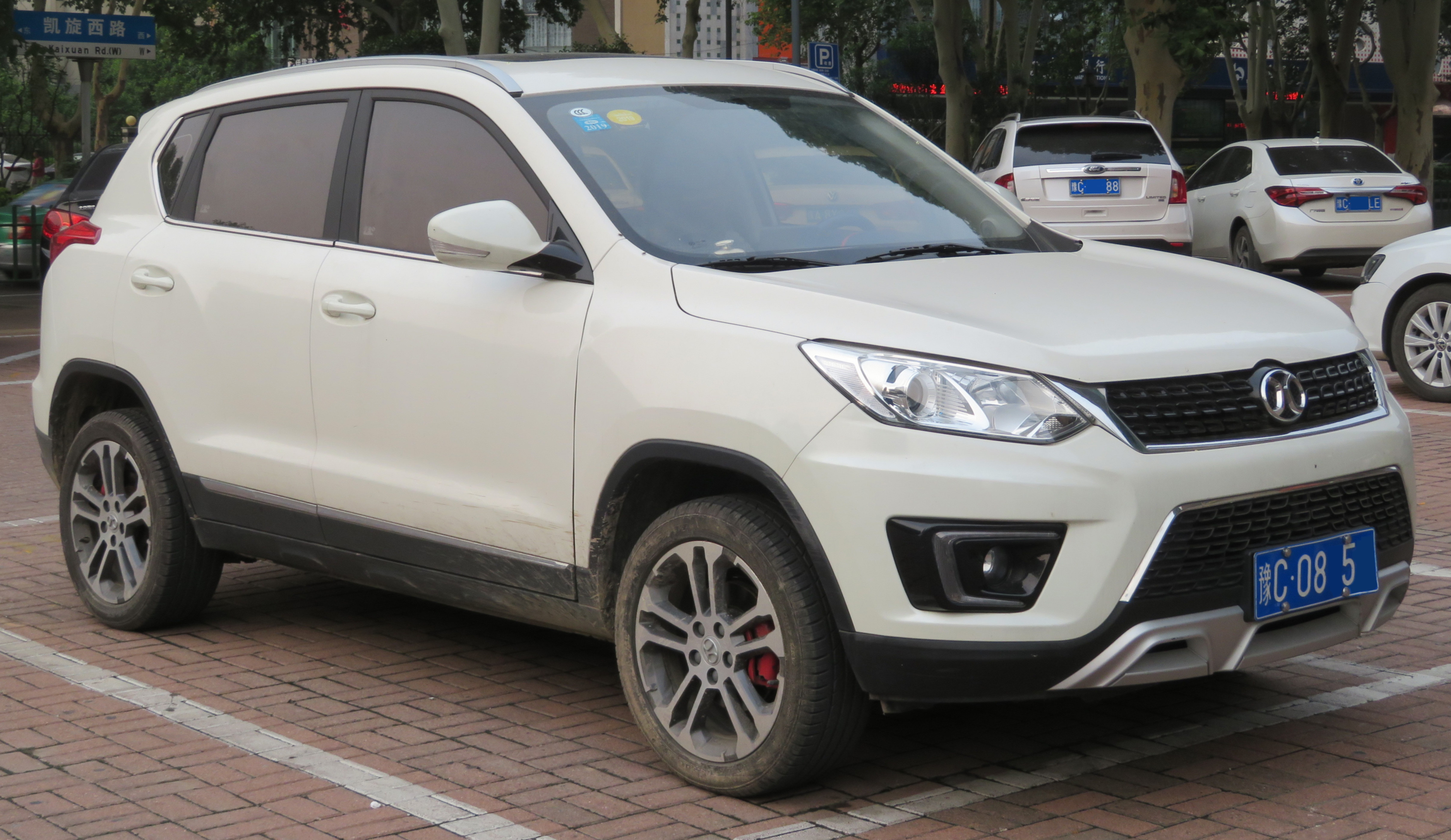
2016-2019
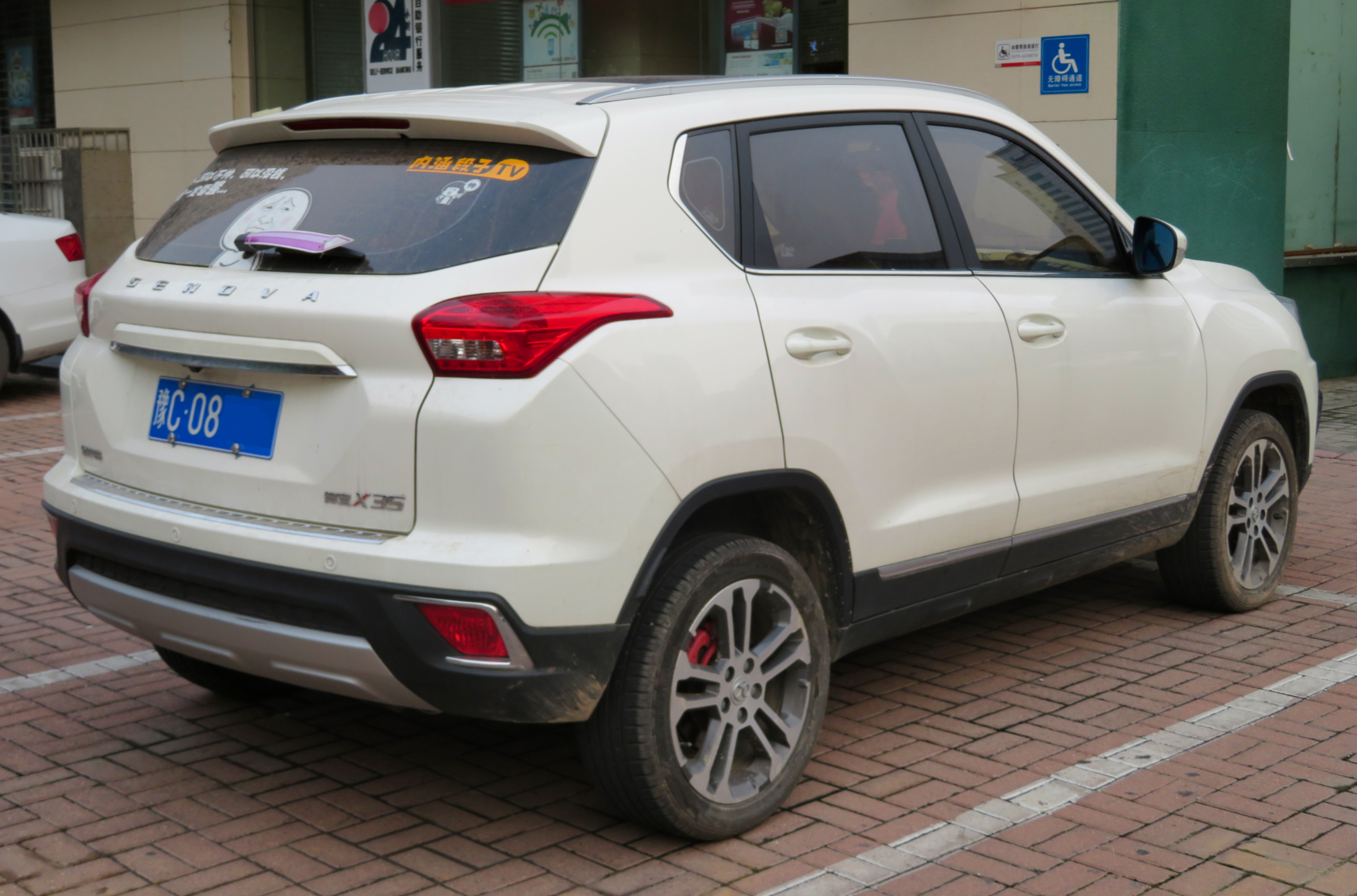
2016-2019
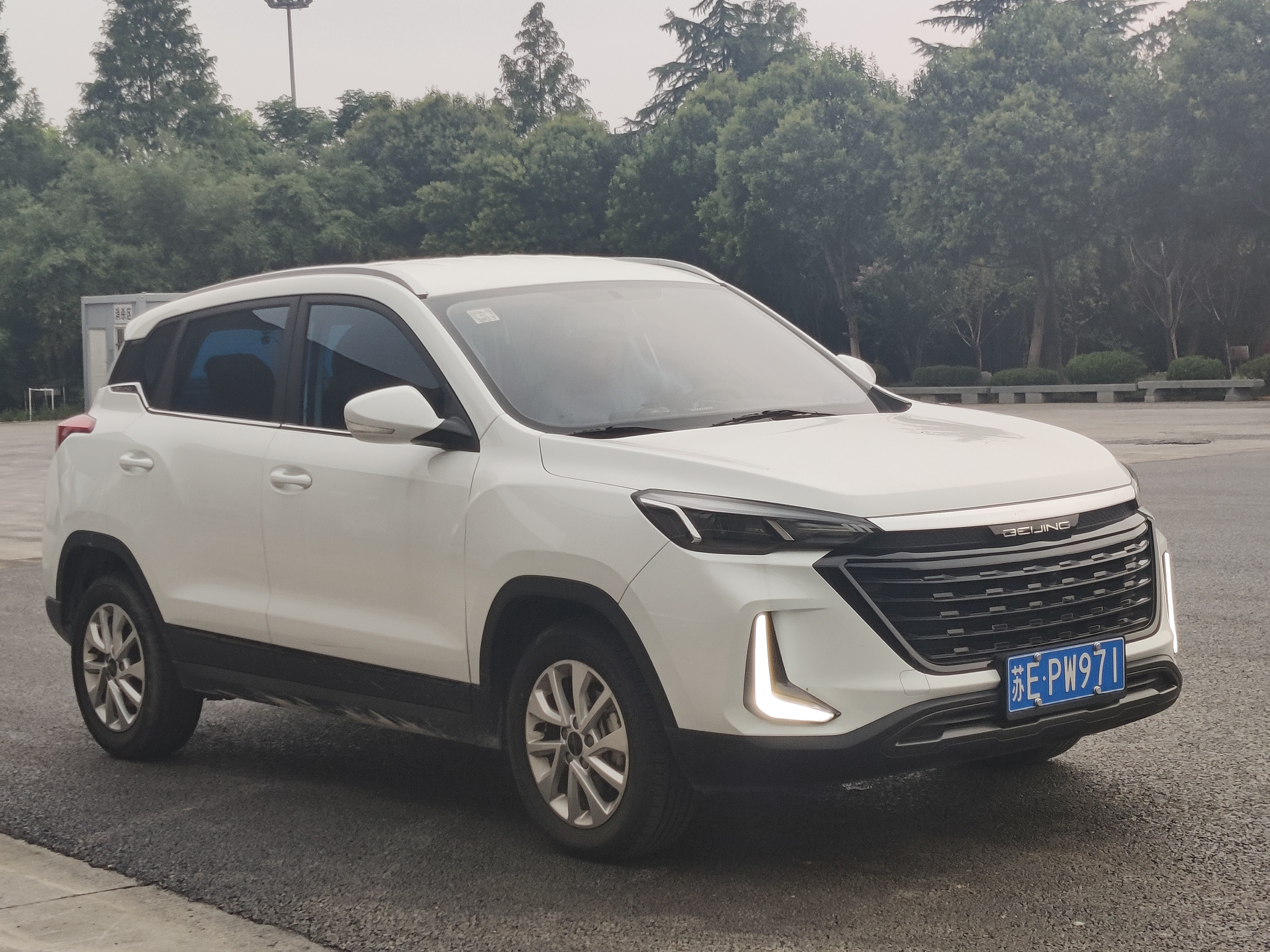
с 2019 года
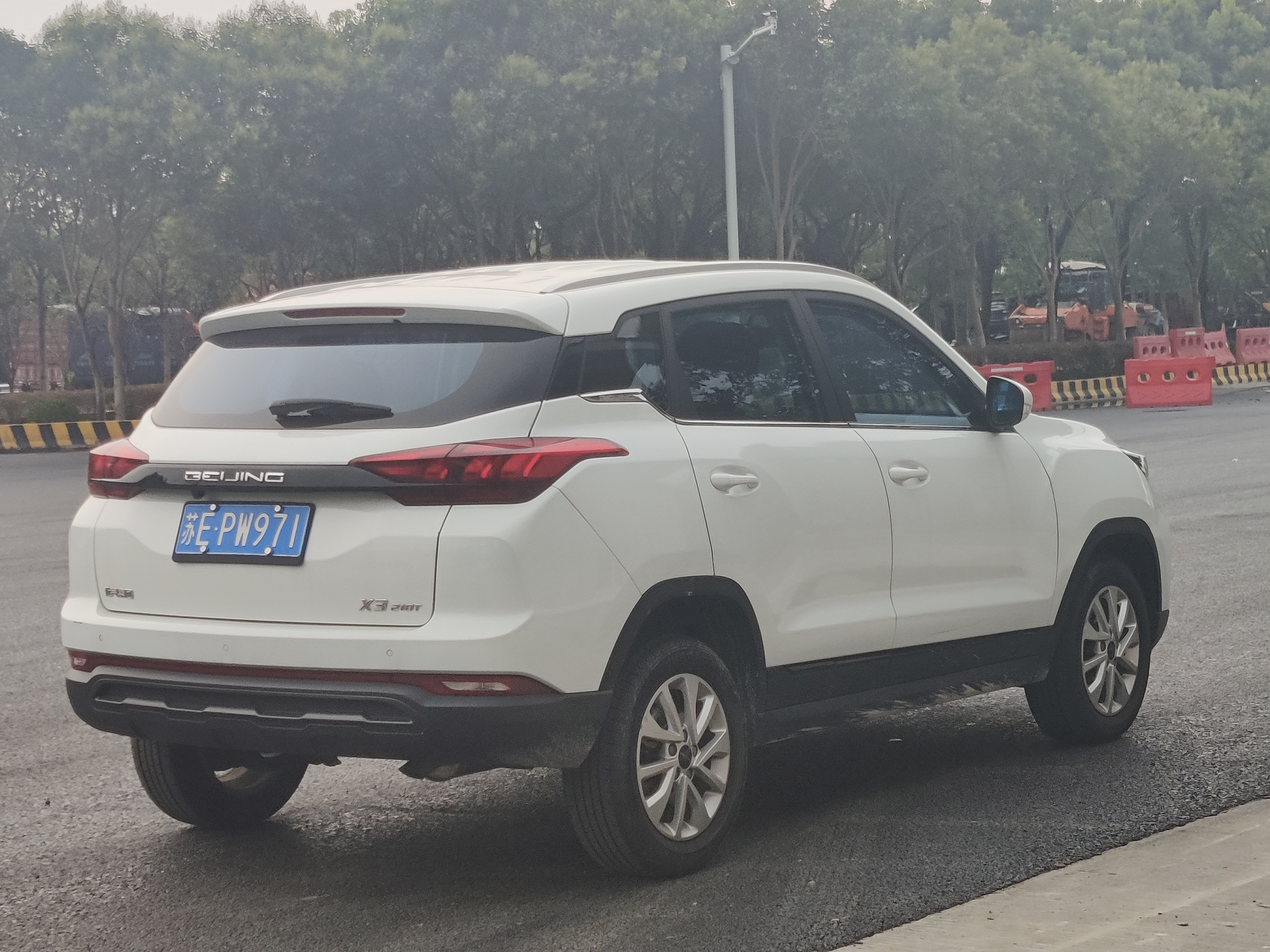
с 2019 года